# 궁심계
《궁심계》(중국어 간체자: 宫心计, 정체자: 宮心計, 병음: Gōng xīn jì 궁신지[*], 광둥어: gung1 sam1 gai3 궁삼가이, 영어: Beyond The Realm Of Conscience 비욘드 더 로드 오브 간사이안스[*])(개명 전 이름: 유삼호 劉三好)는 홍콩 TVB에서 2009년 2월~6월에 제작한 작품으로, 작품 전개가 대장금과 비슷하다 하여 홍콩판 대장금이라 불리며 수많은 관심을 얻어온 작품이다. 이를 반증하기라도 하듯 방송 첫날 시청률이 36%에 이르기도. 홍콩 TVB 42주년 작품이기도 하며, HD 촬영 작품이다. 한국에서는 2009년 6월 8일에 대전에서 열린 케이블 TV쇼에 소개된 적이 있다.

## 등장 인물
- 사시만(佘詩曼) - 유삼호(劉三好) 역
  - 어린 시절의 배우: 진사혜(陳思慧)
  - 소개: 강채경의 딸로, 처음에 입궁하면서 노비로 시작하면서 후에 사제(司制; 수를 놓는 책임을 맡는 궁녀직)방의 여사(女史)에서 사진(司珍; 장식, 즉 액세서리 책임을 맡는 궁녀직)방 사진(司珍)에 오르며, 후에 덕비(德妃)가 된다. 요금령과는 친구사이이지만, 후에 와서 반목하게 되면서 모함을 받기에 일쑤. 고현양과는 애인관계이며, 이이가 몰래 사모하고 있는 여인이기도 하다.
  - 성격: 온순하고 심성이 착하고, 충심이 깊으며 효심 또한 깊다. 명리를 추구하는 일은 절대 없으며, 동정심도 있으며 정의감 또한 넘쳐나며, 웬만한 어려운 일에도 절대 무릎을 꿇지 않는 강인함도 보여준다.
- 양이(楊怡) - 요금령(姚金鈴) 역 (악역)
  - 어린 시절의 배우: 양위흔(梁暐昕)
  - 소개: 원래는 유씨 집안의 작은 노비였지만, 입궁하면서 승진을 거듭, 비에 오르고 후에 황후가 된다. 이이(李怡), 즉 당나라 선종(宣宗)의 황후이지만 이이가 유삼호를 남모르게 사모하는 바람에 원래 친구였던 유삼호와 반목하게 된다. 비 시절에 같은 비의 자리에 있던 만보현을 함해해 결국 죽이고 만다. 그녀 뿐만 아니라 친구였던 유삼호, 고현양까지 함해하기에 이른다.
  - 성격: 총명하고 건강하며 세상을 살아가기 위해 필요한 눈치가 상당히 빠른 편. 본성은 선량했지만, 입궁한 뒤에 왕궁내의 규칙 때문에 목적을 위해 온갖 수단과 방법을 가리지 않고 이익에 양심을 잃은 여인으로 변한다. 심지어 친구에게도 말이다.

## 그 외 등장 인물
- 진호(陳豪) - 이이(李怡) 皇帝 宣宗 역
- 정가영(鄭嘉穎) - 고현양(高顯揚) 역
- 미설(米雪) - 종설하(鍾雪霞) 역
- 관국영(關菊英) - 원채운(阮翠雲) 역
- 혜영홍(惠英紅) - 담염상(譚艷裳) 역
- 려산(呂珊) - 호소은(胡素恩) 역
- 장지광(蔣志光) - 포길상(布吉祥) 포공공(布公公) 역
- 사설심(謝雪心) - 곽황태후(郭皇太后) 역
- 이국린(李國麟) - 마원찬(馬元贄) 역
- 이시운(李詩韻) - 만보현(萬寶賢) 역
- 한마리(韓馬利) - 정태비(鄭太妃) 역
- 엽취취(葉翠翠) - 왕귀비(王貴妃) 역
- 조민리(曹敏莉) - 하추혜(何秋惠) 역
- 소정남(蕭正楠) - 이전(李瀍) 皇帝 武宗 역
- 유단(劉丹) - 이덕유(李德裕) 역
- 이려려(李麗麗) - 서마마(徐媽媽) 역
- 전예니(田蕊妮) - 강채경(江釆瓊) 역

http://programme.tvb.com/drama/beyondrealmofconscience/cast/